# Angles (Gard)
|  | Per a altres significats, vegeu «Angle (desambiguació)». |

Angles (en francès Les Angles) és un municipi francès situat al departament del Gard i a la regió d'Occitània. L'any 1999 tenia 7.578 habitants.